# Přehvozdí
Přehvozdí település Csehországban, a Kolíni járásban. Přehvozdí Kostelec nad Černými lesy, Kozojedy, Tuchoraz és Doubravčice településekkel határos. Lakosainak száma 334 fő (2024. január 1.).

## Népesség
A település lakosságának változását az alábbi diagram mutatja:
| Lakosok száma | 275  | 273  | 234  | 172  | 212  | 173  | 272  | 286  | 314  | 334  |
|               | 1869 | 1890 | 1921 | 1950 | 1980 | 2001 | 2017 | 2019 | 2022 | 2024 |